# Jeruto Kiptum
Jeruto Kiptum (Kenia, 12 de diciembre de 1981) es una atleta keniana, especialista en la prueba de 3000 m obstáculos, en la que ha logrado ser medallista de bronce mundial en 2005.

## Carrera deportiva
En el Mundial de Helsinki 2005 ganó la medalla de bronce en los 3000 metros obstáculos, con un tiempo de 9:26.95 segundos que fue récord nacional de Kenia, quedando en el podio tras la ugandesa Dorcus Inzikuru y la rusa Yekaterina Volkova.